# 帕特南縣 (俄亥俄州)
帕特南縣（英語：Putnam County）是美國俄亥俄州西北部的一個縣。面積1,254平方公里。根據美國2000年人口普查，共有人口34,726。縣治渥太華。
成立於1803年。縣名紀念七年戰爭和美國獨立戰爭英雄，伊斯雷尔·帕特南。